# Міст Джабера
Міст імені Шейха Джабера аль-Ахмеда ас-Сабаха (араб. جسر الشيخ جابر الأحمد الصباح) — автомобільний міст у Кувейті, через затоку Кувейт, частина Перської затоки. Один з найбільших інфраструктурних проектів у регіоні Ради співробітництва арабських держав Перської затоки. Довжина 48,53 км — один з найдовших мостів через водний простір у світі. Названий на честь Джабера аль-Ахмеда аль-Джабера ас-Сабаха, еміра Кувейту в 1977—2006 рр. Контракт на 2,6 мільярда доларів США з корейською корпорацією Hyundai (підрозділом Hyundai E&C) і місцевою компанією Combined Group був підписаний в листопаді 2012 року, міст відкрито 1 травня 2019 році. Міст складається з двох частин. Основний міст завдовжки 36,1 км сполучає передмістя Еш-Шувайх, індустріальну зону столичного міста Ель-Кувейт і порт Еш-Шувайх з місцевістю Ес-Сабія на протилежному, північному березі затоки Кувейт, де заплановано будівництво міста Ес-Сабія. Довжина морської мостової конструкції становить 27 км. Другий міст завдовжки 12,4 км сполучає Еш-Шувайх і передмістя Доха у південній частині затоки Кувейт біля входу у бухту Сулаїбіхат. Міст має три смуги руху і аварійна смуга у кожному напрямку та два штучних острови — Південний і Північний. Для проходу суден передбачено канатний висячий міст завдовжки 340 м.